# Ilsa, la loba de las SS
Ilse, la loba de las SS (Ilsa, She Wolf of the SS) es una película de 1975 perteneciente al género terror producida en Canadá. La película fue dirigida por Don Edmonds y producida por David F. Friedman.

## El nacimiento de una saga
Pese a ser en su concepción y en su bajo presupuesto Ilsa, la loba de las SS se convirtió en una película de exitosa dando lugar a otras dos secuelas con temática similar, estructura parecida y misma protagonista, la estadounidense Dyanne Thorne. Pero los tres títulos no forman una narración cronológica de la vida del personaje, sino personajes de distintas nacionalidades y décadas que comparten nombre, actriz y preferencias.
En un principio el papel fue ofrecido a otra actriz que lo rechazó al saber que una de las escenas contenía una lluvia dorada entre Ilsa y el General de las SS. Por esa razón se le propuso a la anglosajona a la que no importaba exhibir sus turgentes senos y su rubia cabellera en acciones de ese tipo.
El éxito de esta película lo confirmaba el haber sido reeditado toda la saga en países como España en DVD a principios del siglo XXI, tanto individualmente como en conjunto con las otras dos partes de la trilogía.
Las razones del éxito pueden estar en la fascinación por los uniformes, especialmente el de las SS, que ha servido de inspiración para otros géneros como el cómic. Así como en la inversión de papeles entre los hombres y mujeres (el campo de concentración está vigilado por hombres pero gobernado por mujeres).

## Una película basada en hechos reales

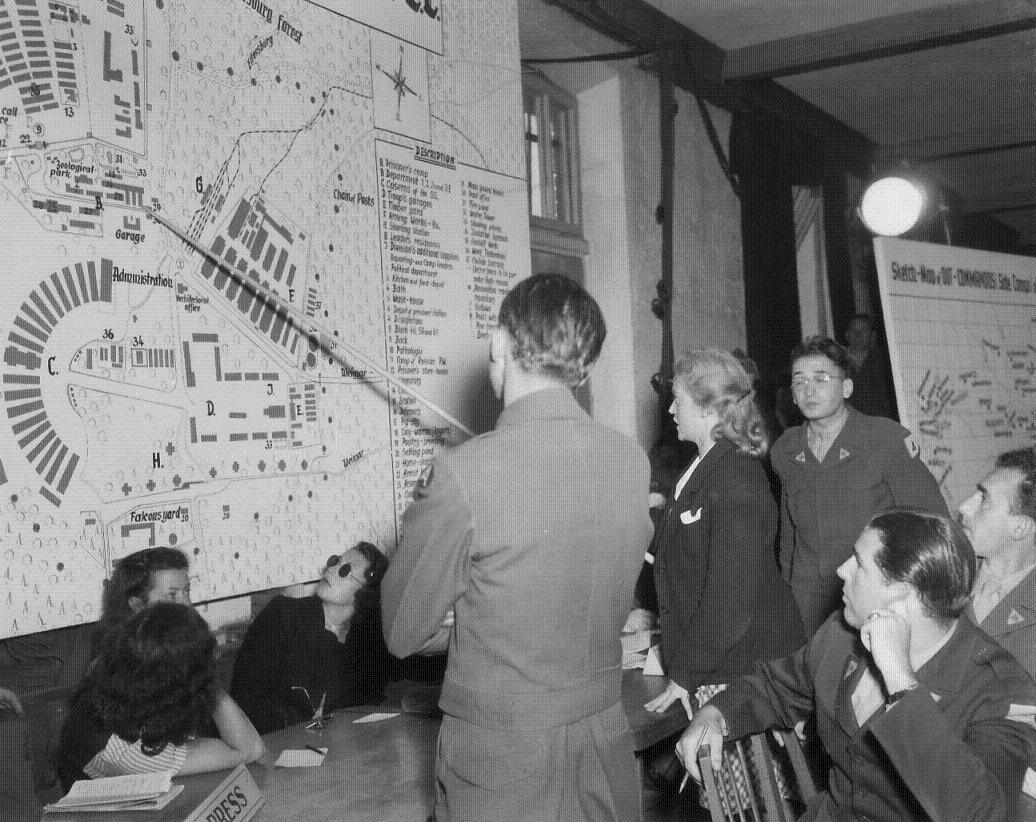
Ilsa Koch de la que se tomó el nombre y parte de la personalidad de la Loba de las SS

La película trata sobre las atrocidades cometidas por la sádica y lasciva directora de un campo de concentración donde investigan la hipótesis de que las mujeres son capaces de soportar más sufrimiento que los hombres.
Como afirma la leyenda inicial la película es una recopilación de atrocidades cometidas en distintos campos de concentración durante la Segunda Guerra Mundial, también la protagonista está ligeramente inspirada en Ilse Koch, la esposa sádica y despiadada del director del campo instalado en Buchenwald.
Pese a que los tormentos aparecidos en la cinta no resultan excesivamente creíbles, entre otras razones por la falta de medios, las prácticas de causar enfermedades como la sífilis o la gangrena para después probar en ellos los remedios experimentales está documentado entre otros por Laurence Rees. Tampoco contribuye al realismo escenas donde las lugartenientes de Ilsa aparecen desnudas de cintura para arriba cuando están torturando a sus víctimas.
La aparición de las dos lugartenientes de las SS, las viudas negras como las define el tráiler español, se convertiría en una constante más o menos repetida en las otras dos películas, donde también aparecen una pareja de lugartenientes o de simples trabajadoras del campo a las que se las insinúa o muestra una orientación lésbica o al menos bisexual.
También la parte erótica aparece en los devaneos de Ilsa con el general de las SS y, sobre todo, con otros prisioneros del campo con los que aparece en escenas de cama más o menos explícitas (la falta de una imagen de penetración hace que esta y las otras películas no entren en algunas clasificaciones como pornográficas).